# Pernau krets

Pernau krets läge i guvernementet Livland.

Pernau krets (estniska: Pärnu kreis, tyska: Pernausche Kreis, ryska: Перновский уезд), var en av nio kretsar som guvernementet Livland i Kejsardömet Ryssland var indelat i. Den var belägen i den nordvästra delen av guvernementet, ett område som idag utgör en del av sydvästra Estland. Huvudort var Pärnu (tyska: Pernau).
Området motsvarar större delen av det nuvarande landskapet Pärnumaa samt delar av Viljandimaa och Raplamaa.

## Socknar
- Audru socken
- Halliste socken
- Häädemeeste socken
- Karksi socken
- Mihkli socken
- Pärnu-Eliisabeti socken
- Pärnu-Jaagupi socken
- Saarde socken
- Tori socken
- Tõstamaa socken
- Vändra socken